# Nick Hullegie
Nick Hullegie (Epe, 9 mei 1970) is een Nederlandse beeldhouwer, conceptueel kunstenaar en tekenaar.

## Werk
Hullegie studeerde aan de ArtEZ Hogeschool voor de Kunsten in Arnhem (1991 - 1995) en aan het HISK te Antwerpen (2001-2004). Op beide instituten heeft hij zich gespecialiseerd in de autonome kunst.
Het werk van Hullegie is op minimaal twee plekken in de openbare ruimte te zien. Zijn eerste kunstwerk, genaamd Bridging (2005), is te vinden in Assen. Recenter werk is te vinden in Antwerpen waar hij in 2018 voor het project Expo 2018 'Penarie' creëerde.. 
Hullegies werk is te typeren als minimalistisch en surrealistisch.

## Fotogalerij

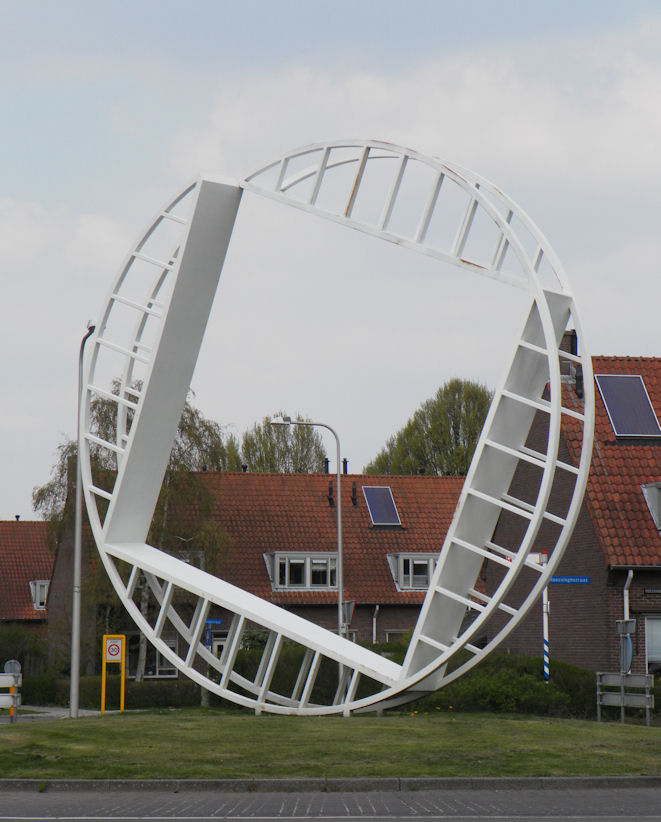
Bridging (2005), Assen